# Merantau
Merantau, llançat en alguns països com a Merantau Warrior, és una pel·lícula d'acció d’arts marcials Indonèsia del 2009 escrita, dirigida i editada per Gareth Huw Evans, i protagonitzada per Iko Uwais. La pel·lícula, que marca el debut d'Uwais com a actor, és la primera col·laboració entre el director Evans i l'estrella Uwais. També marca el debut com a actor de Yayan Ruhian, a qui Evans va conèixer mentre rodava per a un documental a Indonèsia que es va convertir en la seva introducció a l'art marcial Pencak silat.
La pel·lícula mostra la tradició minangkabau de "Merantau", un rite de pas on un home abandona la seva llar per seguir una carrera o adquirir experiència fora del poble, una cultura on l'herència és en gran manera matriarcal. Mostra a Yuda que abandona el seu poble amb l'esperança d'ensenyar Silat a Jakarta, només per ser desviat mentre intenta salvar una noia de ser segrestada. La pel·lícula mostra un estil de Silat conegut com "Silek Harimau" (Tigre Silat). També inclou els actors Donny Alamsyah i Alex Abbad que, juntament amb Uwais i Ruhiyan, apareixeran més tard a les pel·lícules posteriors d'Evans a The Raid (2011) i The Raid 2 (2014).
El primer llargmetratge important d'Evans, Merantau, es va estrenar al Festival Internacional de Cinema Fantàstic de Puchon a Corea del Sud el 23 de juliol de 2009, abans d'estrenar-se a les sales el 6 d'agost a Indonèsia. Va guanyar el premi del jurat a la millor pel·lícula a l'ActionFest inaugural de 2010 a Carolina del Nord.

## Argument
Yuda és un minangkabau de Sumatra Occidental i un expert en silat. Com a part de la tradició del "merantau" (viajar), abandona la seva llar per buscar una carrera fora de la seva ciutat natal. Té previst ensenyar silat als nens de Jakarta. En el seu viatge en autobús, coneix l'Eric, un altre expert en silat. Quan s'assabenta del pla d'en Yuda, l'Eric l'adverteix ombrívolament que la ciutat és molt diferent a la que Yuda està acostumat, i que serà difícil guanyar-se la vida ensenyant silat. (Asisteixen a una audició per a guardaespatlles de la qual l'Eric ha sentit parlar. Eric derrota ràpidament i decididament al seu oponent, guanyant-li la feina; demana a Yuda que s'uneixi a ell, però Yuda, incòmode amb la situació, rebutja. - Només versió indonèsia)
Yuda descobreix que l'adreça on havia de quedar-se ha estat enderrocada, deixant-lo sense llar. L'endemà li roba la cartera un nen anomenat Adit; perseguint-lo, Yuda es troba amb la germana d'Adit, l'Astri, discutint amb el seu cap, Johnny. Quan Johnny comença a abusar d'Astri, Yuda la salva, però com a represàlia, Johnny acomiada l'Astri, fent-la desfogar les seves frustracions sobre Yuda. L'endemà, Yuda veu que l'Astri torna a ser colpejada per Johnny. Intervé de nou, només per ser dominat pels seus pinxos. Ràpidament es recupera i salva l'Astri de Johnny, en el procés deixant cicatrius brutalment sl cap de Johnny, Ratger. El soci de Ratger, Luc, intenta calmar en Ratger, que es compromet a quedar-se a la ciutat fins que persegueixi l'Astri i Yuda.
Yuda porta l'Astri i l'Adit al lloc de construcció on s'allotja. Yuda explica per què va venir a la ciutat i parla del seu germà gran, que sempre el pegava. L'Astri explica com els seus pares la van abandonar a ella i a l'Adit fa uns anys, i com ella els cuida des d'aleshores. L'endemà, l'Astri i l'Adit decideixen recuperar els seus estalvis de casa seva en un complex d'apartaments. Yuda va sol a recuperar els diners, però és atacat per diversos pinxos de Ratger enviats a vigilar l'edifici; aconsegueix derrotar-los a tots.
Mentrestant, Astri i Adit són vists per diversos pinxos i perseguits pels carrers. Astri ajuda a l'Adit a amagar-se abans de ser segrestada per diversos secuaços. Yuda aconsegueix derrotar els atacants mentre troba l'Adit. Li promet a l'Adit que trobarà la seva germana i li diu que s'amagui mentre marxa. Yuda torna al club de Johnny i envia els seus secuaços, abans d'obligar a Johnny a dir-li on trobar Ratger. En Yuda es dirigeix cap a un edifici d'apartaments mentre Ratger porta l'Astri al pis de dalt a la seva habitació, dient a un guàrdia que esperi a baix per si apareix Yuda. Yuda entra a l'ascensor i comença a pujar només perquè l'ascensor s'aturi i el guàrdia entri. Yuda s'adona que el guàrdia és Eric, l'home que va conèixer a l'autobús, i Yuda intenta convèncer-lo que no ha de lluitar. L'Eric s'avergonyeix del que s'ha convertit, però no sent que té cap sortida, i es barallen brutalment a l'ascensor.
Ratger viola l'Astri i la porta a l'aparcament, deixant dos guàrdies esperant l'ascensor. Mentrestant, Yuda derrota a Eric, però el salva, declarant que no són els mateixos. L'ascensor s'obre i els dos guàrdies estiren les pistoles; Eric empeny Yuda a un lloc segur, abans de morir en una pluja de bales. Yuda veu Ratger i Astri en un cotxe mentre surten de l'aparcament i aconsegueix saltar a un altre cotxe. En un moll d'enviament, Ratger posa l'Astri en un contenidor d'emmagatzematge amb altres dones. Yuda s'apareix a Ratger i Luc, que decideixen posar a prova les seves habilitats fent que els seus secuaços lluitin. Yuda derrota a tots els sicaris abans d'envolupar-se en una brutal lluita de dos a un contra Ratger i Luc. Yuda s'aguanta contra els dos fins que Luc i Ratger s'armen amb una palanca i un tub metàl·lic. Yuda finalment xoca una porta de contenidor a Luc, fent-lo empalar amb la palanca.
La mort d'en Luc fa enrabiar Ratger, i ataca brutalment a Yuda, subjectant-lo a un contenidor d'enviament. Yuda finalment pren avantatge i derrota Ratger, però com abans Eric, decideix no matar-lo. Aleshores, Yuda obre el contenidor, alliberant les dones. Quan la Yuda i l'Astri es reuneixen, Ratger ataca per darrere, apunyalant a Yuda a l'estómac. Yuda acaba ràpidament amb Ratger abans de col·lapsar-se. Yuda li diu a l'Astri els seus últims desitjos abans de morir. Astri marxa, tornant a l'amagatall del seu germà. L'Astri i l'Adit finalment van al camp i viuen amb la família de la Yuda. Aleshores, la història acaba amb la mare de Yuda que es troba a la porta de la casa mirant Adit anar a l'escola; la seva perspectiva canvia quan veu l'Adit com el seu fill, Yuda.

## Repartiment
- Iko Uwais com a Yuda
- Chika Jessica com a Astri
- Mads Koudal com a Ratger
- Laurent Buson com a Luc
- Yusuf Aulia com Adit, el germà de l'Astri
- Alex Abbad com a Johni, el proxeneta de l'Astri
- Yayan Ruhian com a Eric
- Christine Hakim com a Wulan, la mare de la Yuda
- Donny Alamsyah com a Yayan, el germà de la Yuda
- Ratna Galih com a Ayi

## Llançament
La pel·lícula es va estrenar al Festival Internacional de Cinema Fantàstic de Puchon a Corea del Sud com a pel·lícula d'obertura de la cerimònia de clausura el 23 de juliol de 2009. Es va estrenar als cinemes el 6 d'agost de 2009 a Indonèsia. La pel·lícula va fer el seu debut als Estats Units a l'Austin Fantastic Fest el 24 de setembre de 2009, on va ser nominada al Premi del Públic.
Va debutar a Europa al XLII Festival Internacional de Cinema Fantàstic de Catalunya el 9 d'octubre de 2009, i a França al Festival Mauvais Genre el 3 d'abril de 2010. Es va projectar a l'ActionFest inaugural el 17 d'abril de 2010, on va guanyar el premi del jurat a la millor pel·lícula. El jurat va incloure persones com Chuck Norris, Drew McWeeny de HitFix, Todd Brown de TwitchFilm, Devin Faraci de CHUD, i Colin Geddes del TIFF's Midnight Madness.

### Resposta crítica
Merantau va rebre crítiques generalment positives dels crítics de cinema.
Cole Abaius de Film School Rejects anomena la pel·lícula una "seqüències d'acció que explota la ment juntament amb un impacte emocional genuí".
Harry Knowles d’Ain't It Cool opina que la pel·lícula és "una pel·lícula d'arts marcials tremenda"; assenyalant-la com una pel·lícula "excel·lent".
Moises Chiullan de Hollywood Elsewhere va escriure que la pel·lícula és "una de les pel·lícules d'arts marcials més convincents i poderoses" que ha vist.
Andrew Mack, en una ressenya de Twitch Film, va escriure que la pel·lícula "és la propera gran pel·lícula d'arts marcials que sortirà i una de les millors d'aquesta darrera dècada."
Todd Brown, en una altra ressenya de Twitch Film, elogia la pel·lícula dient que "avís molt fort que Indonèsia ha tornat al joc d'acció".
Mike Leeder de Revista Impact expressa la seva emoció per la pel·lícula, dient que "demostra que el cinema d'acció d'Indonèsia pot estar al costat del millor de la resta del món".

### Reconeixements
| Any  | Premi          | Categoria         | Nominat(s) | Resultat  |
| ---- | -------------- | ----------------- | ---------- | --------- |
| 2009 | Fantastic Fest | Premi del Públic  | Merantau   | Nominat   |
| 2010 | ActionFest     | Millor pel·lícula | Merantau   | Guanyador |